# Jönköpings läns valkrets
Jönköpings läns valkrets är en av valkretsarna vid val till den svenska riksdagen. 

## Mandatantal
I det första valet till enkammarriksdagen 1970 hade valkretsen tolv fasta mandat, ett antal som sänktes till elva i valet 1973 och därefter förblev oförändrat till valet 1998, då antalet mandat ökades till 12 stycken för att sedan sjunka till 11 vid valet 2002. Därtill fick valkretsen ett utjämningsmandat i valet 1970, två i valen 1973, 1976 och 1979, ett i valet 1982, två i valet 1985, inget i valet 1988, ett i valet 1991 och tre i valet 1994. I valen 2006 och 2010 hade valkretsen elva fasta mandat och två utjämningsmandat.
1998 överfördes Habo kommun och Mullsjö kommun från Skaraborgs län till Jönköpings län medan resten av Skaraborgs län ingick i Västra Götalands län. Detta innebar att dessa kommuner 1998 också fördes över från Skaraborgs läns valkrets till Jönköpings läns valkrets.
| 1970 | 1973 | 1976 | 1979 | 1982 | 1985 | 1988 | 1991 | 1994 | 1998 | 2002 | 2006 | 2010 | 2014 | 2018 |
| ---- | ---- | ---- | ---- | ---- | ---- | ---- | ---- | ---- | ---- | ---- | ---- | ---- | ---- | ---- |
| 12   | 11   | 11   | 11   | 11   | 11   | 11   | 11   | 11   | 12   | 11   | 11   | 11   | 11   | 11   |

## Ledamöter i enkammarriksdagen

### 1971–1973
- Anders Björck, m
- Carl-Wilhelm Lothigius, m
- Torsten Bengtson, c
- Arne Fransson, c
- Sven Johansson, c
- Arne Magnusson, c
- Gösta Sterne, fp (1/1–1/2 1971)
  - Linnea Hörlén, fp (17/2 1971–1973)
- Rolf Wirtén, fp
- Harald Almgren, s
- Åke Gustavsson, s
- Tage Johansson, s
- Göran Karlsson, s
- Karl Rask, s

### 1974–1975/76
- Anders Björck, m
- Carl-Wilhelm Lothigius, m
- Torsten Bengtson, c
- Arne Fransson, c
- Sven Johansson, c
- Arne Magnusson, c
- Linnéa Hörlén, fp
- Rolf Wirtén, fp
- Åke Gustavsson, s
- Tage Johansson, s
- Göran Karlsson, s
- Helge Klöver, s
- Karl Rask, s
- Catarina Rönnung, s

### 1976/77–1978/79
- Anders Björck, m
- Carl-Wilhelm Lothigius, m
  - Anita Bråkenhielm, m (ersättare 6/11–20/12 1978)
- Torsten Bengtson, c
- Arne Fransson, c
- Sven Johansson, c
  - Kersti Johansson, c (ersättare 8/11–14/12 1976)
  - Kersti Johansson, c (ersättare 4/10–3/11 1977)
- Arne Magnusson, c
- Linnéa Hörlén, fp
  - Esse Petersson, fp (ersättare för Linnéa Hörlén 4/10–10/11 1977)
- Rolf Wirtén, fp (statsråd 7/3 1978-1978/79)
  - Esse Petersson, fp (ersättare för Rolf Wirtén 7/3 1978–1978/79)
- Åke Gustavsson, s
- Tage Johansson, s
- Göran Karlsson, s
- Helge Klöver, s
- Catarina Rönnung, s
  - John Johansson, s (ersättare 29/3–9/6 1979)

### 1979/80–1981/82
- Anders Björck, m
- Anita Bråkenhielm, m
- Göte Jonsson, m
- Torsten Bengtson, c
- Arne Fransson, c
- Sven Johansson, c 1979/80–30/4 1982, – 1/5–8/6 1982
  - Kersti Johansson, c (ersättare 21/1–29/2 1980)
  - Kersti Johansson, c (ersättare 12/5–11/6 1982)
  - Anders Ljunggren, c (ersättare 15/11–15/12 1979)
  - Anders Ljunggren, c (ersättare 7/10–6/11 1980)
  - Anders Ljunggren, c (ersättare 17/11–16/12 1981)
- Linnéa Hörlén, fp
  - Brivio Thörner, fp (ersättare för Linnéa Hörlén 1/10–3/11 1979)
- Rolf Wirtén, fp (statsråd under mandatperioden)
  - Esse Petersson, fp (ersättare för Rolf Wirtén under mandatperioden)
- Ingegerd Elm, s
- Åke Gustavsson, s (ledig 12/5–12/11 1980)
- Göran Karlsson, s
- Helge Klöver, s
- Catarina Rönnung, s
  - John Johansson, s (ersättare 12/5–12/6 1980)

### 1982/83–1984/85
- Anders Björck, m
- Anita Bråkenhielm, m
- Göte Jonsson, m
  - Alvar Gunnarsson, m (ersättare 17/10–20/11 1983)
- Rune Backlund, c
- Arne Fransson, c
- Kersti Johansson, c
- Rolf Wirtén, fp (1982/83–31/12 1983)
  - Linnéa Hörlén, fp (ersättare för Rolf Wirtén 4–8/10 1982)
  - Linnéa Hörlén, fp (ersättare för Rolf Wirtén 20/10–20/11 1982)
  - Linnéa Hörlén, fp (ersättare för Rolf Wirtén 17/10–18/11 1983)
  - Linnéa Hörlén, fp (1/1 1984–1984/85)
- Ingegerd Elm, s
- Åke Gustavsson, s
- Helge Klöver, s
- Nils Nordh, s
- Catarina Rönnung, s

### 1985/86–1987/88
- Anders Björck, m
- Anita Bråkenhielm, m
- Göte Jonsson, m
- Rune Backlund, c
- Kersti Johansson, c
- Alf Svensson, kds (samverkan med C)
  - Mats Odell, kds (ersättare för Alf Svensson 1/2–1/3 1988)
- Ingrid Ronne-Björkqvist, fp
- Carl-Johan Wilson, fp
- Ingegerd Elm, s
- Åke Gustavsson, s
  - Sven-Erik Alkemark, s (ersättare för Åke Gustavsson 18/11–18/12 1985)
  - Sven-Erik Alkemark, s (ersättare för Åke Gustavsson 15/10–14/11 1986)
- Helge Klöver, s
- Nils Nordh, s
- Catarina Rönnung, s

### 1988/89–1990/91
- Anders Björck, m
- Ulf Melin, m
- Rune Backlund, c
- Kersti Johansson, c
- Ingrid Ronne-Björkqvist, fp
- Carl-Johan Wilson, fp
- Sven-Erik Alkemark, s (1988/89–16/2 1990)
  - Marianne Andersson, s (20/2 1990–1990/91)
- Ingegerd Elm, s
- Åke Gustavsson, s
- Nils Nordh, s
- Catarina Rönnung, s
  - Marianne Andersson, s (ersättare 13/11–12/12 1988)
  - Conny Fredriksson, s (ersättare 12/11–12/12 1990)

### 1991/92–1993/94
- Anders Björck, m (statsråd 4/10 1991–1993/94)
  - Ulf Melin, m (ersättare för Anders Björck 4/10 1991–1993/94)
- Göte Jonsson, m
- Rune Backlund, c
- Göran Hägglund, kds
- Alf Svensson, kds (statsråd 4/10 1991–1993/94)
  - Märtha Gårdestig, kds (ersättare för Alf Svensson 4/10 1991–1993/94)
- Carl-Johan Wilson, fp
- Richard Ulfvengren, nyd
  - Arne Jansson, nyd (ersättare för Richard Ulfvengren 8/11–9/12 1991)
- Ingegerd Elm, s (30/9 1991–20/1 1992)
- Åke Gustavsson, s
- Allan Larsson, s (statsråd 30/9–3/10 1991)
  - Martin Nilsson, s (ersättare för Allan Larsson 30/9–3/10 1991)
- Nils Nordh, s
- Catarina Rönnung, s
  - Martin Nilsson, s (ersättare 10/1–29/2 1992)
  - Martin Nilsson, s (1/3 1992–1993/94)

### 1994/95–1997/98
- Anders Björck, m
- Göte Jonsson, m
- Ulf Melin, m
- Rune Backlund, c (1994/95)
  - Margareta Andersson, c (1995/96–1997/98)
- Göran Hägglund, kds/kd
- Alf Svensson, kds/kd (statsråd 3–7/10 1994)
  - Märtha Gårdestig, kds/kd (ersättare för Alf Svensson 3–7/10 1994)
- Carl-Johan Wilson, fp
- Ronny Korsberg, mp
- Åke Gustavsson, s
- Allan Larsson, s (3/10 1994–14/5 1995)
  - Carina Hägg, s (ledamot från 15/5 1995)
- Martin Nilsson, s
- Catarina Rönnung, s
- Margareta Sandgren, s
- Alice Åström, v

### 1998/99–2001/02
- Margareta Andersson, c[4]
- Göran Hägglund, kd[4]
- Maria Larsson, kd[4]
- Alf Svensson, kd[4]
- Anders Björck, m[4]
- Göte Jonsson, m[4]
  - Ulf Melin, m (ersättare för Göte Jonsson 5/9–1/12 2000)
- Marianne Samuelsson, mp[4]
- Åke Gustavsson, s[4]
- Carina Hägg, s[4]
- Martin Nilsson, s[4]
- Margareta Sandgren, s[4]
- Göte Wahlström, s[4]
- Alice Åström, v[4]

### 2002/03–2005/06
- Margareta Andersson, c[5]
- Tobias Krantz, fp[5]
  - Inger Gustafsson, fp (ersättare för Tobias Krantz 1/12 2005-28/2 2006)
- Göran Hägglund, kd[5]
- Maria Larsson, kd[5]
- Alf Svensson, kd[5]
- Anders Björck, m[5] (30/9–31/12 2002)
  - Magdalena Andersson, m (1/1 2003–2005/06)
- Bengt-Anders Johansson, m[5]
- Lars Engqvist, s[5] (2002/03–30/9 2004; statsråd under hela perioden)
  - Helene Petersson, s (ersättare för Lars Engqvist 2002/03–30/9 2004; ledamot 1/10 2004–2005/06)
- Carina Hägg, s[5]
- Martin Nilsson, s[5] (ledig 1/8–30/9 2005)
  - Thomas Strand, s (ersättare för Martin Nilsson 1/10–14/12 2002)
- Margareta Sandgren (från 2005 Margareta Persson), s[5]
- Göte Wahlström, s[5]
- Alice Åström, v[5]

### 2006/07–2009/10
- Annie Johansson, c[6]
- Tobias Krantz, fp[6] (statsråd 22/6 2009–2009/10)
  - Emma Löfdahl Landberg, fp (ersättare för Tobias Krantz 4/12 2006–5/1 2007)
  - Emma Löfdahl Landberg (efter 13/8 2009 Emma Carlsson Löfdahl), fp (ersättare för Tobias Krantz 22/6 2009–2009/10)
- Stefan Attefall, kd[6]
- Maria Larsson, kd[6] (statsråd 6/10 2006–2009/10)
  - Irene Oskarsson, kd (ersättare för Maria Larsson 6/10 2006–2009/10)
- Magdalena Andersson, m[6]
- Helena Bouveng, m[6]
- Bengt-Anders Johansson, m[6]
- Carina Hägg, s[6]
- Margareta Persson, s[6]
- Helene Petersson, s[6]
- Thomas Strand, s[6]
- Göte Wahlström, s[6]
- Alice Åström, v[6]

### 2010/11–2013/14
- Annie Johansson (från 25/8 2011 Annie Lööf), C[7] (statsråd 29/9 2011–2013/14)
  - Göran Lindell, C (ersättare för Annie Lööf 29/9 2011–2013/14)
- Tobias Krantz, FP[7] (4–5/10 2010; statsråd under samma period)
  - Emma Carlsson Löfdahl, FP (ersättare för Tobias Krantz 4–5/10 2010; ledamot 6/10 2010–2013/14)
- Stefan Attefall, KD[7] (statsråd 6/10 2010–2013/14)
  - Andreas Carlson, KD (ersättare för Stefan Attefall 6/10 2010–2013/14)
- Maria Larsson, KD[7] (statsråd under mandatperioden)
  - Irene Oskarsson, KD (ersättare för Maria Larsson under mandatperioden)
- Magdalena Andersson, M[7] (2010/11–31/10 2012)
  - Peter Jutterström, M (1/11 2012–2013/14)
- Helena Bouveng, M[7]
- Bengt-Anders Johansson, M[7]
- Kew Nordqvist, MP[7]
- Carina Hägg, S[7]
- Peter Persson, S[7]
- Helene Petersson, S[7]
- Thomas Strand, S[7]
- Jimmie Åkesson, SD[7]

### 2014/15–2017/18
- Annie Lööf, C[8]
- Emma Carlsson Löfdahl, FP/L[8]
- Andreas Carlson, KD[8]
- Helena Bouveng, M[8]
- Sotiris Delis, M[8]
- Mats Green, M[8]
- Emma Hult, MP[8]
- Johanna Haraldsson, S[8]
- Peter Persson, S[8]
- Helene Petersson, S[8]
- Thomas Strand, S[8]
- Dennis Dioukarev, SD[8]
- Jimmie Åkesson, SD[8]

### 2018/19–2021/22
- Annie Lööf, C[9]
  - Göran Lindell, C (ersättare för Annie Lööf 13/12 2019–31/8 2020)
- Acko Ankarberg Johansson, KD[9]
  - Mattias Ingeson, KD (ersättare för Acko Ankarberg Johansson 24/9–23/10 2018)
- Andreas Carlson, KD[9]
  - Mattias Ingeson, KD (ersättare för Andreas Carlson 16/1–18/3 2020)
- Emma Carlsson Löfdahl, L[9] 24/9 2018–25/3 2019, partilös från 26/3 2019 (2018/19–31/7 2021)
  - Jakob Olofsgård, L (från 1/8 2021)
- Helena Bouveng, M[9]
- Mats Green, M[9]
- Emma Hult, MP[9]
- Johanna Haraldsson, S[9]
- Peter Persson, S[9] (2018/19–31/8 2020)
  - Diana Laitinen Carlsson, S (från 1/9 2020)
- Carina Ödebrink, S[9]
- Angelica Lundberg, SD[9]
- Jimmie Åkesson, SD[9]
- Ciczie Weidby, V[9]

### 2022/23–2025/26
- Annie Lööf, C[10] (26/9 2022–19/2 2023)
  - Anders Karlsson, C (från 20/2 2023)
- Acko Ankarberg Johansson, KD[10] (statsråd från 18/10 2022)
  - Camilla Rinaldo Miller, KD (ersättare för Acko Ankarberg Johansson från 18/10 2022)
- Jakob Olofsgård, L[10]
- Helena Bouveng, M[10]
- Mats Green, M[10]
- Ilan De Basso, S[10] (26/9 2022)
  - Azra Muranovic, S (från 26/9 2022)
- Johanna Haraldsson, S[10]
- Niklas Sigvardsson, S[10]
- Carina Ödebrink, S[10]
- Staffan Eklöf, SD[10]
- Eric Westroth, SD[10]
- Jimmie Åkesson, SD[10]
- Ciczie Weidby, V[10]

## Tvåkammarriksdagen

### Första kammaren
Under hela tvåkammarriksdagen 1867–1970 var Jönköpings län en egen valkrets med sex mandat i första kammaren. I september 1909 hölls för första gången val med den proportionella valmetoden.

### Riksdagsledamöter i första kammaren

#### 1867–1911 (successivt förnyade mandat)
- Fredrik Ekenman (1867–1872)
  - Hartwig Odencrantz (1873–1875)
    - Ottonin Ljungqvist, min 1888–1889 (1876–1889)
      - Axel Sjögreen (1890–lagtima riksmötet 1892)
        - Axel Fagerholm, prot (urtima riksmötet 1892–1901)
          - Carl von Mentzer, prot 1902–1909, fh 1910–1911 (1902–1911)

- Arvid Gustaf Faxe (1867–1873)
  - Gustaf Rydén (1874)
    - Andreas Andersson (1875–1883)
      - Wilhelm Spånberg, min 1889–1892 (1884–lagtima riksmötet 1892)
        - Gustaf Almqvist, prot (urtima riksmötet 1892–1899)
          - Hjalmar Palmstierna, prot (1900–21/2 1909)
            - Emil Spånberg, mod (8/4 1909–1911)

- Herman von Gegerfelt (1867–1879)
  - Carl Ekström (1880–1882)
    - Magnus Söderberg, prot 1888–1907 (1883–1907)
      - Karl Ekman, prot 1908–1909, fh 1910–1911 (1908–1911)

- Axel Hermelin (1867–1868)
  - Fredrik Hederstierna (1869–1877)
    - Frans Albert Anderson (1878–1886)
      - Wilhelm Tham (1887–1891)
        - Robert Dickson, min (1892–1894)
          - Carl Jehander (1895–1901)
            - Arvid Lilliesköld, prot (1902–1908)
              - Karl Johan Gustafsson, prot 1909, fh 1910–1911 (1909–1911)

- Carl von Otter (1867–1872)
  - Fredrik von Strokirch (1873–1881)
    - Thor Ekenman (1882–1890)
      - Gustaf Berg, prot (1891–12/4 1908)
        - Fredrik Pettersson, prot (1909)
          - Henrik Wrede, mod (1910–1911)

- Jon Stålhammar (1867–1870)
  - Carl Ribbing (1871–1879)
    - Henrik Stjernspetz (1880–1887)
      - Fredrik von Strokirch, prot (1888–1902)
        - Axel Petri, prot (1903–1906)
          - Carl Wennberg, prot (1907–1909)
            - Jacob Spens, fh (1910–1911)

#### 1912–1915
- Karl Ekman, n
- Karl Johan Gustafsson, n
- Carl von Mentzer, n
- Jacob Spens, n
- Ernfrid Gelotte, lib s
- Alfred Petersson, lib s

#### 1916–lagtima riksmötet 1919
- Karl Ekman, n
- Karl Johan Gustafsson, n
- Carl von Mentzer, n
- Jacob Spens, n
- Alfred Petersson, lib s
- Malkolm Petterson, lib s

#### Urtima riksmötet 1919–1921
- Karl Ekman, n
- Karl Johan Gustafsson, n
- Jacob Spens, n
- Johan Kjellén, bf
- Malkolm Petterson, lib s
- Karl Rosling, s (1919–12/12 1920)
  - Johan Albert Eriksson, s (1921)

#### 1922–1925
- Karl Ekman, n
- Karl Johan Gustafsson, n
- Jacob Spens, n
- Oscar Ericson, bf
- Erik Abrahamsson, lib s 1922–1923, fris 1924–1925
- Ivan Pauli, s

#### 1926–1933
- Karl Ekman, n
- Karl Johan Gustafsson, n
- Jacob Spens, n
- Oscar Ericson, bf
- Erik Abrahamsson, fris (1926–1930)
  - Robert Johansson-Dahr, fris (1931–1933)
- Ivan Pauli, s

#### 1934–1941
- Bernhard Nilsson, n 1934, h 1935–1941
- Oscar Ericson, bf (1934–1937)
  - Anton Svensson, bf (1938–1941)
- Allan Holstenson, bf
- Felix Hamrin, fris 1934, fp 1935–1937 (1934–27/11 1937)
  - Eskil Albertsson, fp (1937–1941)
- Gustaf Heüman, s
- Ivan Pauli, s

#### 1942–1949
- Bernhard Nilsson, h (1942–1945)
  - Olof Löthner, h (1946–1949)
- Allan Holstenson, bf (1942–1943)
  - Gustav Andersson, bf (1944–1949)
- Eskil Albertsson, fp (1942–1947)
  - Hjalmar Weiland, fp (1948–1949)
- Gustaf Heüman, s
- Ivan Pauli, s
- John Sandberg, s

#### 1950–1957
- Gustav Andersson, bf (1950–1953)
  - Theodor Johansson, bf (1954–1957)
- Torsten Bengtson, bf
- Åke Holmbäck, fp (1950–1952)
  - Rudolf Boman, fp (1953–1957)
- Hjalmar Weiland, fp
- Gustaf Heüman, s
- John Sandberg, s (1950–2/7 1954)
  - Göran Karlsson, s (höstsessionen 1954–1957)

#### 1958–1965
- Gunnar Svärd, h (1958–1963)
  - Holge Ottosson, h (1964–1965)
- Torsten Bengtson, c
- Rudolf Boman, fp
- Tage Johansson, s
- Göran Karlsson, s
- Olof Palme, s

#### 1966–1970
- Holge Ottosson, h/m
- Torsten Bengtson, c
- Rolf Wirtén, fp
- Tage Johansson, s
- Göran Karlsson, s
- Olof Palme, s (1966–1968)
  - Thorle Nilsson, s (1969–1970)

### Andra kammaren
När andra kammaren inrättades 1867 var länet uppdelat på enmansvalkretsar, dels för landsbygden, dels för städerna. Valen 1866–1893 var landsbygden uppdelad i sex valkretsar: Norra och Södra Vedbo häraders valkrets, Tveta, Vista och Mo häraders valkrets, Västbo härads valkrets, Östbo härads valkrets, Västra härads domsagas valkrets samt Östra härads domsagas valkrets. Från och med valet 1896 delades Tveta, Vista och Mo härads valkrets i Tveta härads valkrets samt Vista och Mo häraders valkrets. 
Jönköping utgjorde en egen valkrets, medan Gränna ingick i de östgötska småstädernas valkrets: i valen 1866–1878 Vadstena, Skänninge, Söderköpings och Gränna valkrets, i valen 1881–1905 Vadstena, Skänninge, Söderköpings, Motala och Gränna valkrets och slutligen i valet 1908 Vadstena, Skänninge, Söderköpings, Motala, Gränna och Askersunds valkrets. Eksjö ingick i valen 1866–1875 i Växjö, Vimmerby och Eksjö valkrets, i valen 1887–1893 i Eksjö, Vimmerby och Västerviks valkrets och 1896–1905 i Västerviks och Eksjö valkrets innan staden i valet 1908 fördes till Växjö och Eksjö valkrets. 
Vid införandet av proportionellt valsystem i valet 1911 avskaffades samtliga äldre valkretsar och hela länet sammanfördes i två nya: Jönköpings läns västra valkrets (inklusive Jönköping) och Jönköpings läns östra valkrets. Från och med valet 1921 utgjorde Jönköpings län slutligen en sammanhållen valkrets också vid valen till andra kammaren. Antalet mandat var nio under hela återstoden av tvåkammarriksdagen.

### Ledamöter i andra kammaren

#### 1922–1924
- Axel Eurén, lmb
- Oscar Johanson, lmb
- Johan August Jonsson, lmb
- Fabian Lilliecreutz, lmb
- Bernhard Nilsson, lmb (1922)
  - Carl Johan Jonsson, lmb (1923–1924)
- Lucas Petersson, bf
- Oscar Carlström, lib s 1922–1923, fris 1924
- Felix Hamrin, lib s 1922–1923, fris 1924
- Erik Fast, s
- Gottfrid Svärd, s

#### 1925–1928
- Ernst Göransson, lmb
- Oscar Johanson, lmb
- Fabian Lilliecreutz, lmb
- Lucas Petersson, bf
- Anton Svensson, bf
- Oscar Carlström, fris
- Felix Hamrin, fris
- Abel Andersson, s
- Erik Fast, s

#### 1929–1932
- Oscar Johanson, lmb
- Fabian Lilliecreutz, lmb
- Lucas Petersson, bf
- Anton Svensson, bf
- Oscar Carlström, fris
- Felix Hamrin, fris
- Abel Andersson, s
- Erik Fast, s
- Johan Johnsson, s

#### 1933–1936
- Oscar Johanson, lmb 1933–1934, fp 1935–1936
- Bernhard Nilsson, lmb (1933)
  - Torgil von Seth, lmb 1934, h 1935–1936 (1934–1936)
- Gustav Andersson, bf
- Lucas Petersson, bf
- Oscar Carlström, fris 1933–1934, fp 1935–1936
- Felix Hamrin, fris (1933)
  - Gustaf Malmqvist, fris 1934, fp 1935–1936 (1934–1936)
- Abel Andersson, s
- Erik Fast, s
- Johan Johnsson, s

#### 1937–1940
- Torgil von Seth, h
- Gustav Andersson, bf
- John Pettersson, bf
- Oscar Carlström, fp
- Oscar Dahlbäck, fp
- Oscar Johanson, fp (1937–1939)
  - Gustaf Malmqvist, fp (1940)
- Abel Andersson, s
- Erik Fast, s
- Edvin Gustafsson, s

#### 1941–1944
- Torgil von Seth, h
- Gustav Andersson, bf (1941–1943)
  - Gustaf Svensson, bf (1944)
- John Pettersson, bf
- Rudolf Boman, fp
- Oscar Carlström, fp
- Abel Andersson, s
- Erik Fast, s
- Martin Forsberg, s
- Edvin Gustafsson, s

#### 1945–1948
- Torgil von Seth, h
- John Pettersson, bf
- Gustaf Svensson, bf
- Rudolf Boman, fp
- Oscar Carlström, fp
- Abel Andersson, s
- Erik Fast, s
- Martin Forsberg, s
- Edvin Gustafsson, s

#### 1949–1952
- Torgil von Seth, h
- John Pettersson, bf
- Gustaf Svensson, bf
- Rudolf Boman, fp
- Oscar Carlström, fp (1/1–1/7 1949)
  - Helga Sjöstrand, fp (höstsessionen 1949–1952)
- Abel Andersson, s
- Erik Fast, s
- Martin Forsberg, s
- Edvin Gustafsson, s

#### 1953–1956
- Torgil von Seth, h
- John Pettersson, bf
- Gustaf Svensson, bf
- Yngve Hamrin, fp
- Helga Sjöstrand, fp
- Harald Almgren, s
- Abel Andersson, s
- Erik Fast, s
- Edvin Gustafsson, s

#### 1957–första riksmötet 1958
- Carl-Wilhelm Lothigius, h
- Torgil von Seth, h
- John Pettersson, bf/c
- Henning Carlsson, fp
- Yngve Hamrin, fp
- Harald Almgren, s
- Anders Forsberg, s
- Edvin Gustafsson, s
- Karl Rask, s

#### Andra riksmötet 1958–1960
- Carl-Wilhelm Lothigius, h
- Torgil von Seth, h
- John Pettersson, c
- Gustaf Svensson, c
- Henning Carlsson, fp
- Yngve Hamrin, fp
- Harald Almgren, s
- Anders Forsberg, s
- Edvin Gustafsson, s

#### 1961–1964
- Torgil von Seth, h
- Arne Magnusson, c
- Gustaf Svensson, c
- Henning Carlsson, fp
- Yngve Hamrin, fp
- Harald Almgren, s
- Iris Ekroth, s
- Anders Forsberg, s
- Karl Rask, s

#### 1965–1968
- Carl-Wilhelm Lothigius, h
- Sven Johansson, c
- Gustaf Svensson, c
- Yngve Hamrin, fp
- Gösta Sterne, fp
- Harald Almgren, s
- Iris Ekroth, s
- Anders Forsberg, s
- Karl Rask, s

#### 1969–1970
- Anders Björck, m
- Carl-Wilhelm Lothigius, m
- Sven Johansson, c
- Arne Magnusson, c
- Yngve Hamrin, fp (1/1–25/8 1969)
  - Gösta Sterne, fp (16/10 1969–1970)
- Harald Almgren, s
- Iris Ekroth, s
- Åke Gustavsson, s
- Karl Rask, s